# Bodemdaling

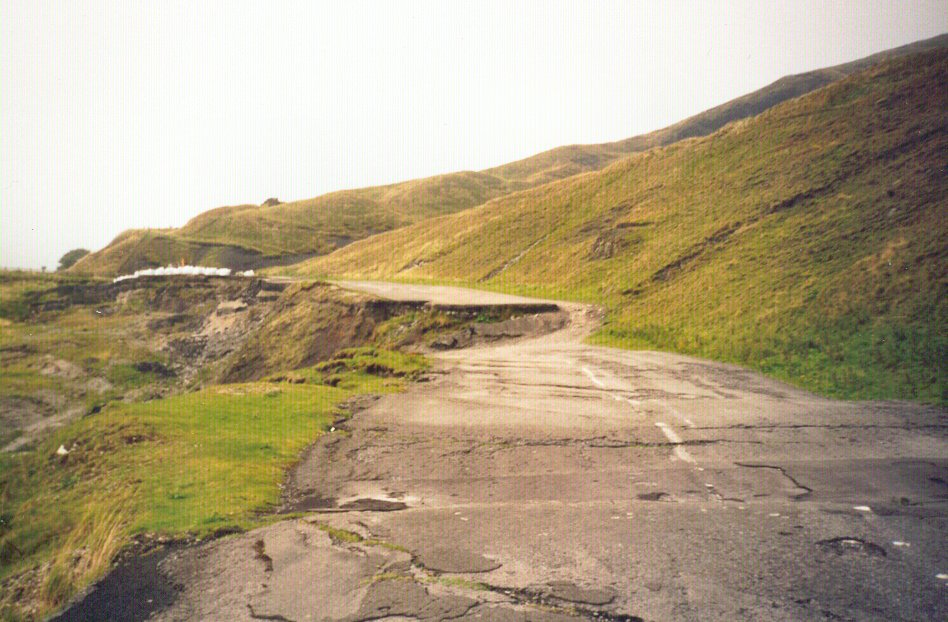
Een door verzakking van de bodem vernietigd stuk weg

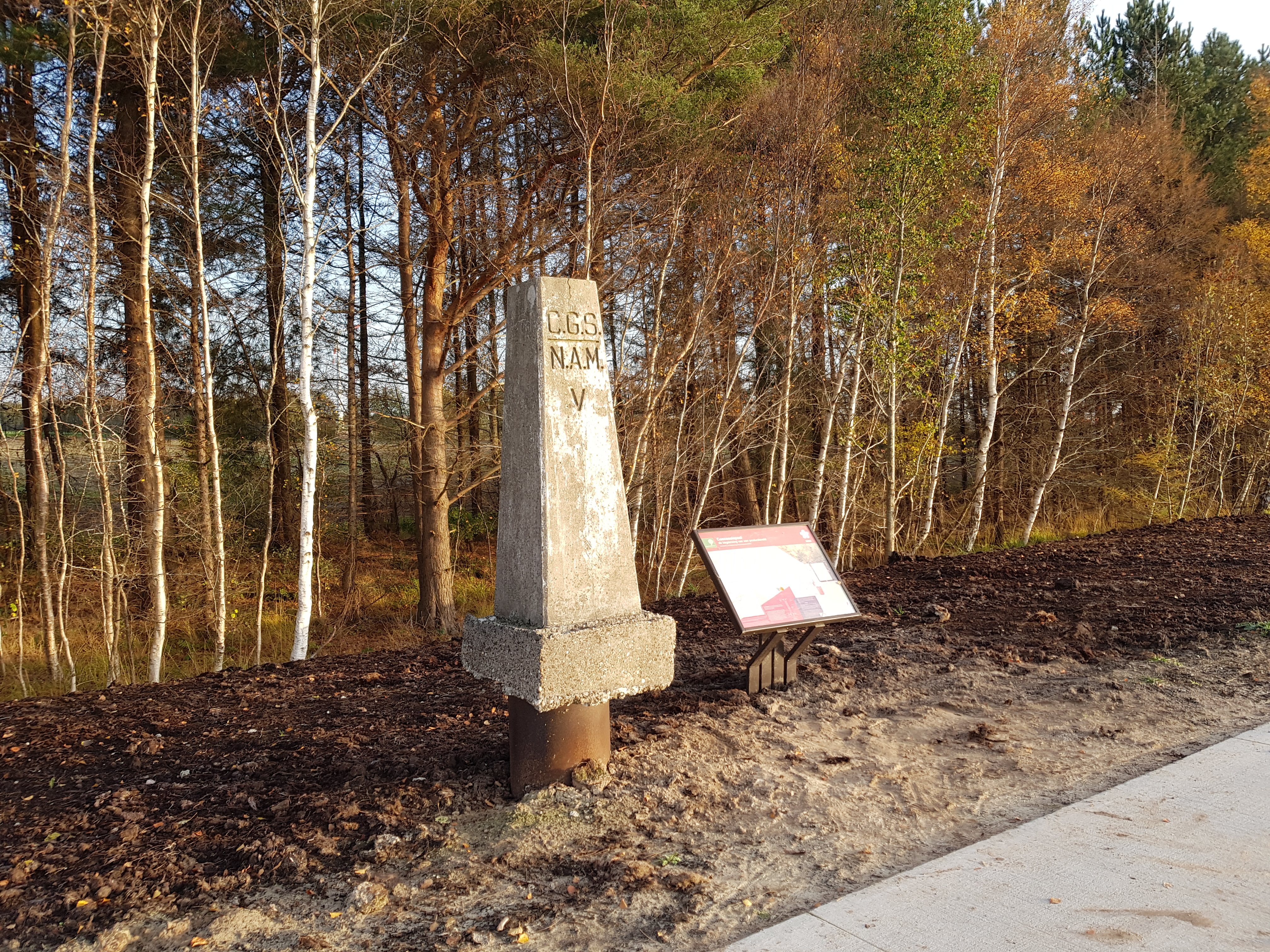
Door inklinking van de veenbodem is de fundering van deze grenspaal deels zichtbaar geworden

Bodemdaling, bodemverzakking of subsidentie is het zakken van het niveau van de bodem ten opzichte van een vast referentiepunt, bijvoorbeeld het Normaal Amsterdams Peil (NAP). 
Bodemdaling is een vorm van bodembeweging. Het tegenovergestelde van bodemdaling is bodemrijzing (of bodemstijging).

## Oorzaken

### Inklinken

#### Inklinken van veengronden
Verzakking van de bodem door oxidatie van veengronden is een proces dat in Nederland en elders al eeuwen aan de gang is. Bij de ontginning van veengebieden werden vaarten en sloten gegraven om het veen te ontwateren. Hierdoor werden deze gebieden  geschikt voor landbouw. De waterstand zakte zover dat zelfs in bepaalde gebieden akkerbouw mogelijk is geweest. Een voorbeeld hiervan is polder Mastenbroek tussen Zwolle en Kampen. Door oxidatie van veengronden boven de grondwaterspiegel daalde de bodem uiteindelijk tot onder de grondwaterspiegel, waardoor in de omliggende gebieden veenpolders ontstonden. Deze bodemdaling is in de twintigste eeuw doorgegaan. Om het dalen van de bodem tot een minimum te beperken wordt de waterstand in veel veengebieden zo hoog mogelijk gehouden, waardoor dat gebied alleen nog maar voor veeteelt te gebruiken is.

#### Versneld inklinken door huizenbouw
In veengebieden waar woonwijken gebouwd worden, wordt vaak de waterspiegel wat verlaagd in verband met deze woningbouw. Hierdoor komt naast de directe inklinking door het lagere watergehalte, ook meer lucht, en daarmee zuurstof, in de bodem, waardoor de organische bestanddelen (humus) worden verteerd en de bodem inzakt. Het is niet ongebruikelijk dat de bodem in zo een wijk in een paar decennia 30 cm zakt. Doordat huizen en sommige bruggen - door middel van heipalen - zijn gefundeerd op diepliggende bijna niet zakkende zandlagen, ontstaan grote problemen met rioleringsbuizen en gas- en drinkwaterleidingen, die wel met het veen meezakken. Het gevolg van deze ongelijke zakking is dat elke 10 tot 20 jaar alle aansluitingen in dit soort veenbuurten moeten worden vernieuwd.

#### Inklinken van kleigronden
Ook kleigronden klinken in. Kleigronden ontstaan door opslibbing. De kleine korreltjes worden aangevoerd door zeeën en rivieren en zakken naar beneden wanneer de stroomsnelheid te laag wordt. Deze gronden bevatten dan ook aanvankelijk veel water. Wanneer het water door ontwatering uit deze gronden verdwijnt, komen de kleideeltjes dichter op elkaar te zitten en daalt de bodem.

### Bodemdaling als gevolg van steenkool-, gas- en zoutwinning
Plaatselijke verzakking van de bodem kan optreden als gevolg van ondergrondse steenkoolmijnbouw. Dit heeft bijvoorbeeld in de Oostelijke en Westelijke Mijnstreek in Nederlands-Limburg en het Kempens Bekken in Belgisch-Limburg in de twintigste eeuw geleid tot min of meer ernstige mijnschade. Als gevolg van aardgaswinning is de bodem in de Nederlandse provincie Groningen – en in mindere mate de omliggende gebieden – gaan zakken. De grootste bodemdaling door aardgaswinning, circa 0,3 meter, heeft zich voorgedaan rond Loppersum, ruim 10 km westelijk van Delfzijl. Behalve door winning van aardgas kan bodemdaling ook optreden door het winnen van zout. Bij de winning van zout (haliet) uit de bodem ontstaan holtes welke door de verticale gronddruk van bovenliggende bodemlagen kunnen instorten. Hierbij kan aan de oppervlakte bodemdaling optreden. Dramatische gevolgen hiervan deden zich o.a.  rond 1900 in het Oost-Duitse Staßfurt voor, waar de gehele binnenstad moest worden gesloopt.

## Gevolgen

### Waterhuishouding
De bodem met alles daarop (dijken, bruggen, wegen, huizen etc.) daalt door aardgaswinning. Het grond- en oppervlaktewater in sloten en kanalen blijft op dezelfde hoogte door de beheersmaatregelen van waterschappen en stijgt dus ten opzichte van de omringende bodem. Dijken en bruggen zouden daardoor moeten worden verhoogd. Om dit te voorkomen, wordt het waterpeil naar beneden gebracht. Omdat de bodem niet gelijkmatig daalt, is het betreffende gebied ingedeeld in schillen. Op de rand van deze schillen zijn of worden gemalen gebouwd.
Tot nu toe zijn binnen het gebied van het waterschap Noorderzijlvest de volgende gemalen gebouwd:
- voor de 1e (binnenste) schil
  - Den Deel
  - Usquert
  - Loppersum
  - Wirdum
- voor de 2e (buitenste) schil
  - Stad & Lande
  - Tilburg
  - Schaphalsterzijl
  - Abelstok
  - de verbetering van De Drie Delfzijlen

Binnen het waterschap Hunze en Aa's is het Gemaal Rozema gebouwd.

### Omkeren van het reliëf
Bodeminklinking heeft in sommige streken geleid tot omkeren van het reliëf. De kreken of rivierbeddingen van waaruit de kleigronden het slib ontvingen lagen aanvankelijk lager. De beddingen bestaan echter uit zand omdat de stroomsnelheid hier altijd veel hoger was. Nadat de kreek of rivierbedding definitief drooggevallen is door inpoldering en de kleigronden ontwaterd werden, zijn de zandige beddingen nauwelijks ingeklonken, in tegenstelling tot de omliggende kleigebieden. Tegenwoordig steken deze beddingen uit boven de komkleigebieden.

### Dijken en kades
Ook dijken en kades ondervinden problemen door bodemdaling. Veenkades kunnen bijvoorbeeld aan sterke daling onderhevig zijn, soms met wel 2 cm per jaar. Daarom moeten deze kades ook om de paar decennia opnieuw opgehoogd worden – met als gevolg plaatselijk grotere verticale gronddruk en bodemdaling. Ook dijken die op andere ondergrond gebouwd zijn, komen lager te liggen, deels ook door horizontale deformatie. Vaak is dit in de orde van 1 cm per jaar.
Ter vergelijking: 1 cm per jaar is 100 cm per eeuw en dat is ongeveer twee keer zoveel als de door de wetenschappers van IPCC verwachte zeespiegelstijging voor de komende eeuw.

### Aardbevingen
Als gevolg van de bodemdaling door gaswinning komen in Groningen en Drenthe sinds 1986 aardschokken voor. Van 1986 tot 2014 zijn er ongeveer 1000 aardbevingen geregistreerd. 
- Op 24 oktober 2003 vond bij Loppersum een aardbeving plaats met een sterkte van 3,0 op de schaal van Richter. De materiële schade was gering.
- Op 10 november 2003 vond er in dezelfde gemeente opnieuw een aardbeving plaats. Ook deze keer met een sterkte van 3,0 op de schaal van Richter. Het epicentrum lag deze keer tussen Westeremden en Stedum.
- Op 8 augustus 2006 was er weer een beving. Ditmaal lag het epicentrum in Middelstum en had de beving een sterkte van 3,5.
- Op 16 augustus 2012 bij Huizinge in de gemeente Loppersum was er een aardbeving met een magnitude van 3,6, de sterkste ooit gemeten in Noord-Nederland. In het Groningenveld is een toename van het aantal bevingen te zien. Dit lijkt een samenhang te hebben met de toegenomen gasproductie.[1]

## Lange termijn
Het verwachte niveauverschil voor de komende eeuw is 1,5 m (1 m door bodemdaling + 0,5 m - sommige bronnen geven hiervoor ook 1,5 m aan - door zeespiegelstijging). Deze combinatie van zeespiegelstijging en bodemdaling gaat met name voor West Nederland een steeds groter probleem worden. Het verhogen van dijken, zoals bij de Deltawerken, is technisch geen probleem maar financieel wellicht niet haalbaar.

## Internationaal
Niet alleen in Nederland is bodemdaling een probleem, ook in veel andere deltagebieden in de wereld komt het voor. Voorbeelden zijn onder andere Bangkok, Tokio, gedeelten van Californië, Shanghai, Venetië, Jakarta en Manilla.